# Mellicta rondoui
Mellicta rondoui är en fjärilsart som beskrevs av Charles Oberthür 1909. Mellicta rondoui ingår i släktet Mellicta och familjen praktfjärilar. Inga underarter finns listade i Catalogue of Life.